# Thyra (Fluss)
Die Thyra ist ein 18 km langer, nordwestlicher und linker Zufluss der Helme im sachsen-anhaltischen Landkreis Mansfeld-Südharz. Sie fließt im Harz und im südlichen Harzvorland.

## Verlauf
Die Thyra entsteht im Harz im Ortskern von Stolberg im Harz durch den Zusammenfluss der drei Gebirgsbäche Große Wilde, Kleine Wilde und Lude. Anfangs fließt sie durch Stolberg, wonach einige Bäche einmünden, und verläuft in Richtung Süden durch ein enges Tal nach Rottleberode, wonach der Krebsbach einmündet. Hier wird das Thyratal recht breit, und die Thyra wendet sich fortan nach Südosten. Südlich von Uftrungen, wo der Haselbach einmündet, wird es schmaler, und die Thyra fließt aus dem Harz in die im südlichen Harzvorland liegende Goldene Aue ein. Dabei werden Bösenrode und Berga durchquert. Kurz darauf mündet der Fluss direkt unterhalb vom Hauptdamm der Talsperre Kelbra in den dort von Westen kommenden Unstrut-Zufluss Helme.

### Bilder

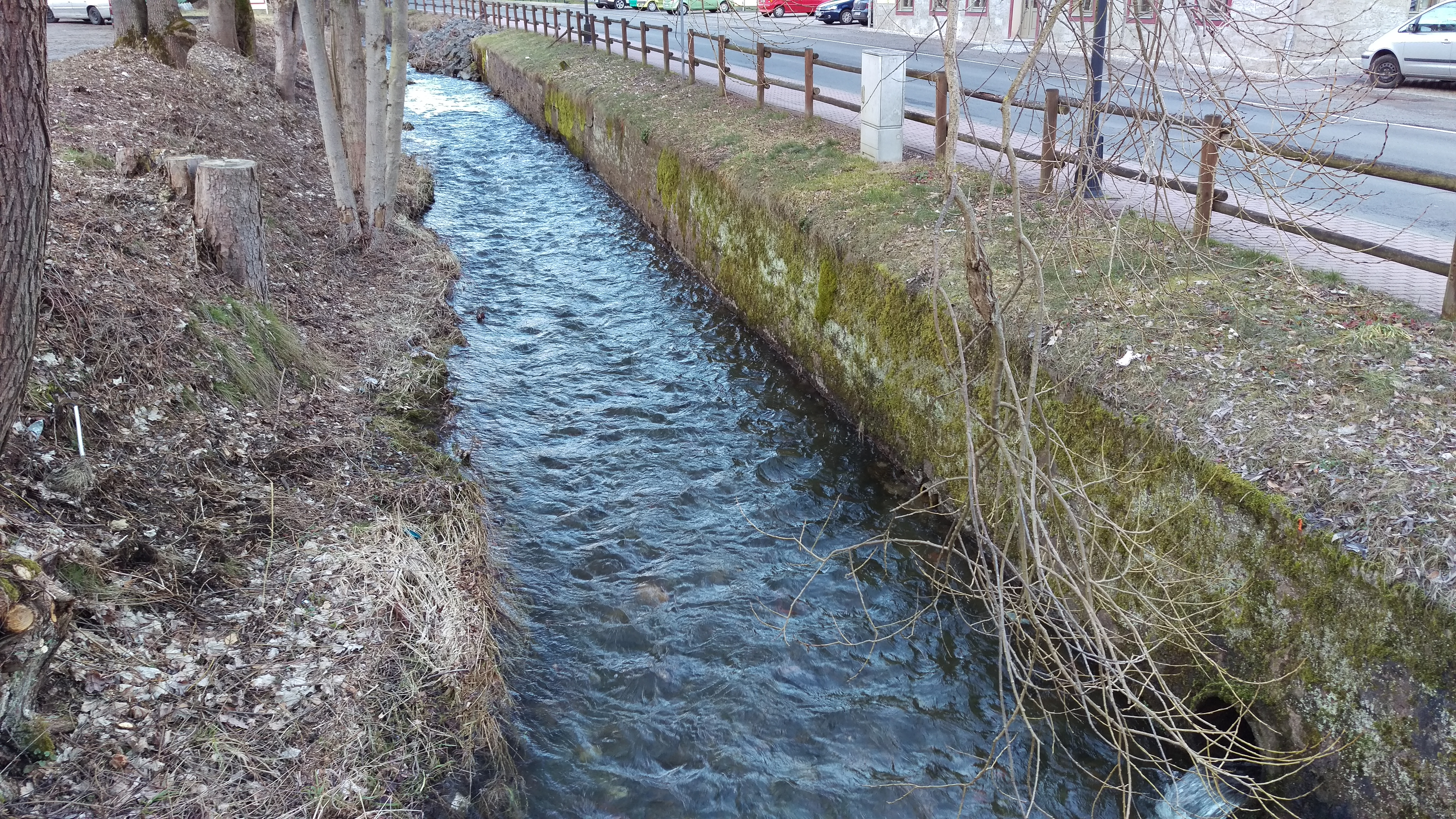
Der Oberlauf der Thyra in Stolberg
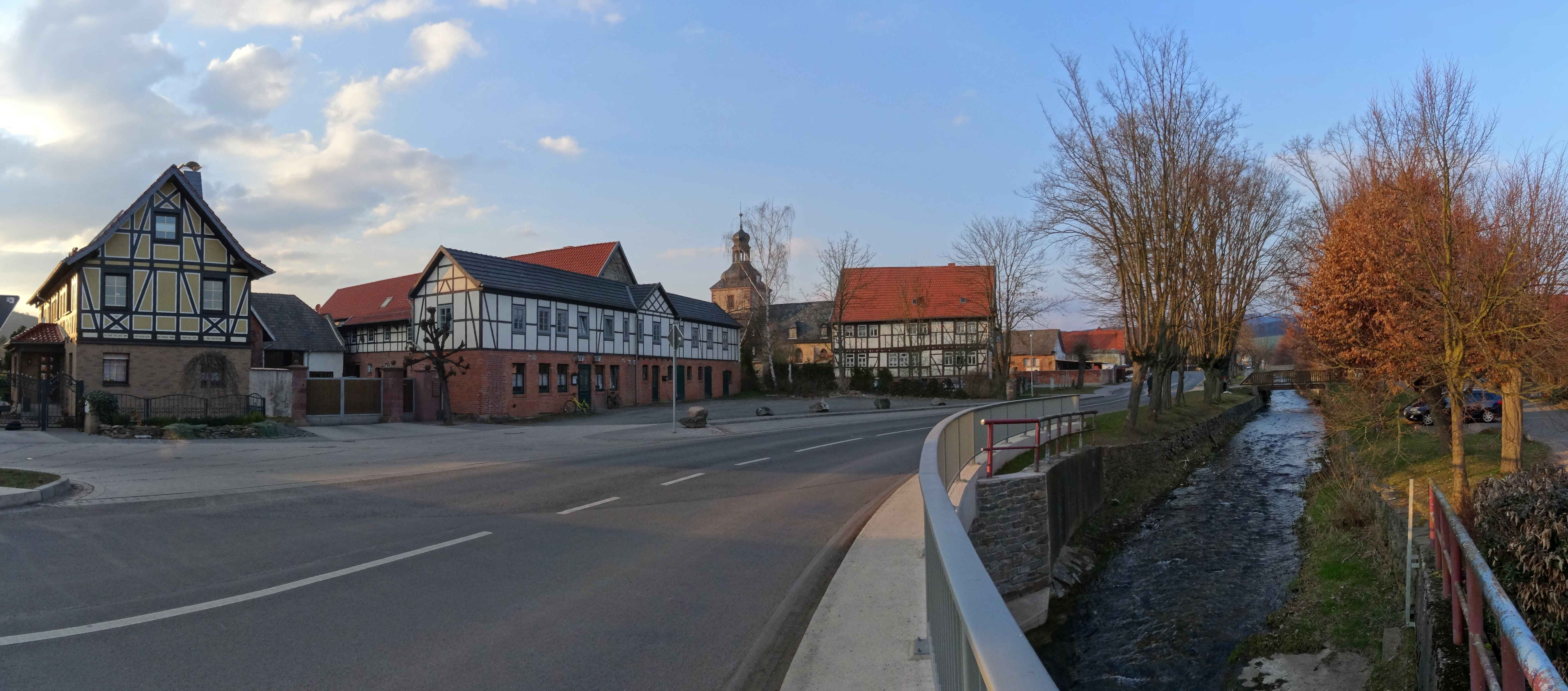
Die Thyra in Rottleberode
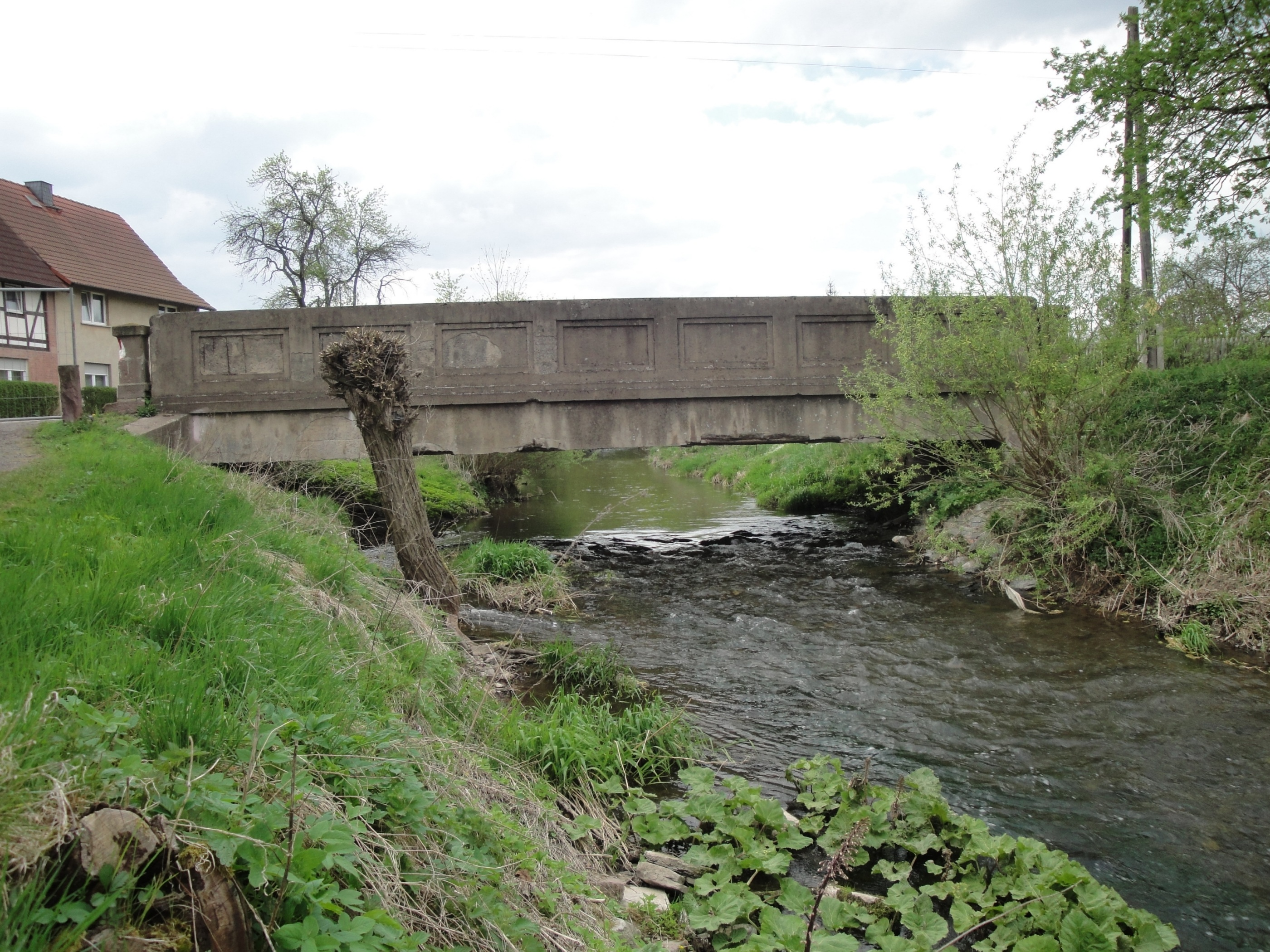
Brücke über die Thyra in Bösenrode
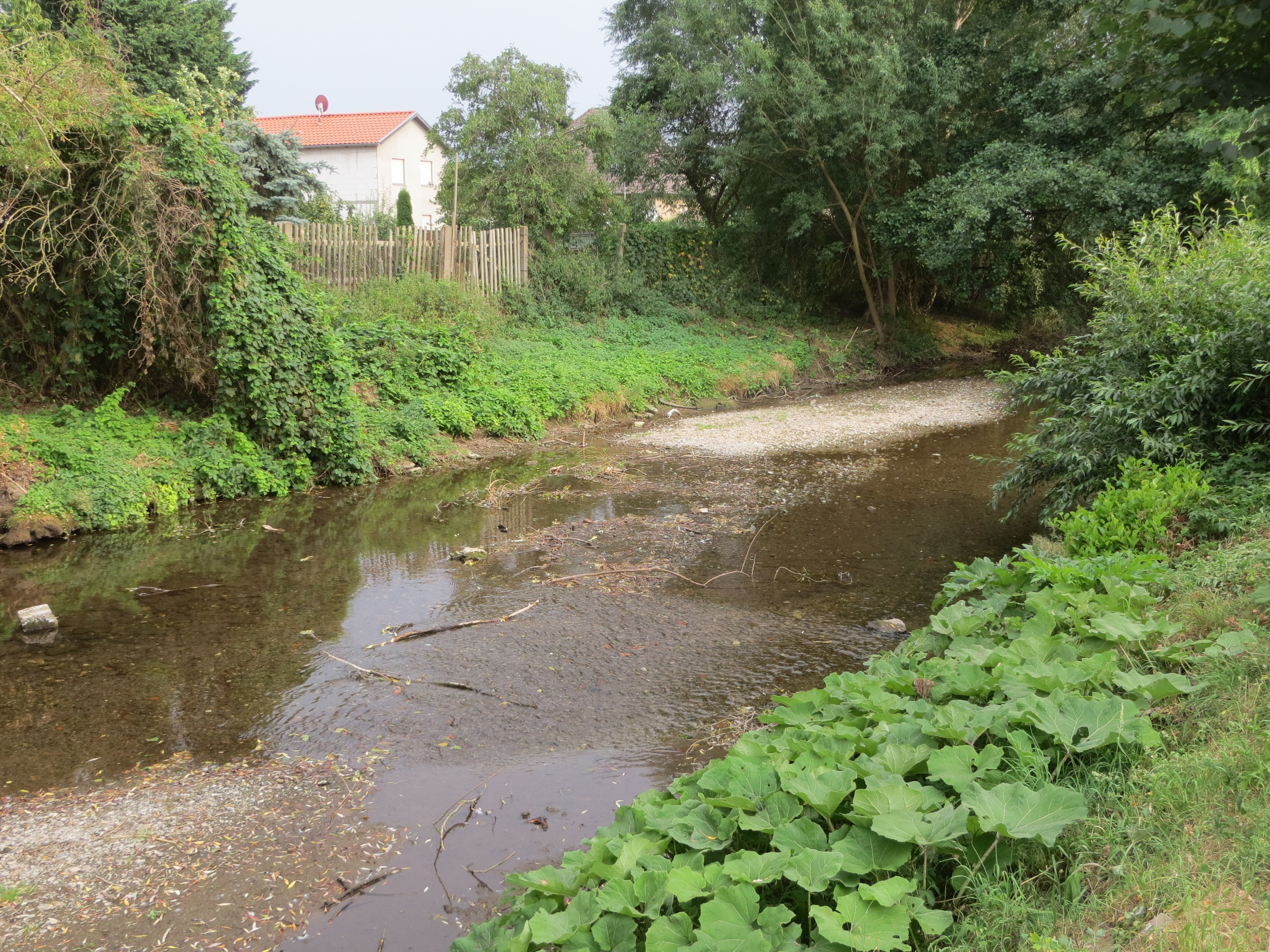
Flussbett der Thyra bei Niedrigwasser in Berga
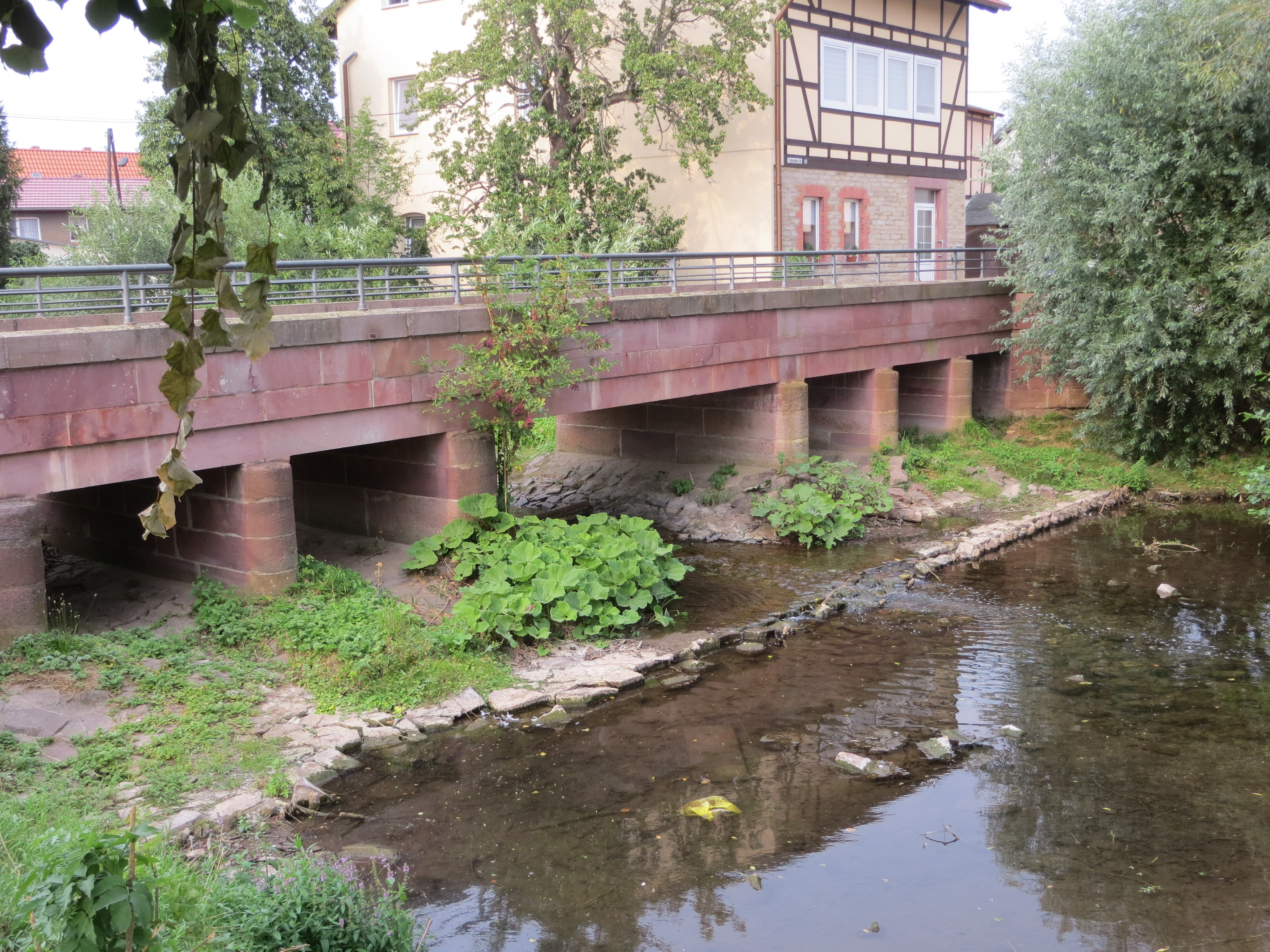
Sandsteinbrücke in Berga bei Niedrigwasser
1909 in Stolberg

## Etymologie
Das Gewässer wurde 1357 als Tyra erstmals schriftlich erwähnt. Die Herkunft des Namens ist unsicher. Er könnte auf die Grundform duria zurückzuführen sein. Diese illyrische Wurzel ist die Grundform vieler südeuropäischer Flüsse und kann auf die indogermanische Form *dheu zurückgeführt werden. Dies bedeutet laufen oder rinnen. Alternativ könnte der Name eine Rückbildung aus dem Ortsnamen Thürungen sein oder sich vom althochdeutschen tior „wildes Tier“ im Sinne von „Fluss, in dessen Bereich wilde Tiere leben“ ableiten.

## Besonderheiten
Nach der Thyra sind mehrere Objekte benannt, wie zum Beispiel das Freizeitbad Thyragrotte in Stolberg, oder die Bahnstrecke Thyraliesel.